# Социальная психология (журнал)
Социальная психология (укр. Соціальна психологія) — украинский научный журнал. Входит в перечень рецензируемых научных изданий ВАК Украины для опубликования основных научных результатов диссертаций по психологическим, социологическим (с 2003) и философским (с 2010) наукам.
Основан в 2001 году Украинским центром политического менеджмента. В 2003 году соучредителем издания стал Национальный педагогический университет имени М. П. Драгоманова. Выходит 6 раз в год, объём 15 печатных листов. Издатель: Украинский центр политического менеджмента (до 2011), «Центр социальных коммуникаций» (с 2011).
Главный редактор (с 2001) — Шайгородский Юрий Жанович, доктор политических наук, кандидат психологических наук.
Проблематика: социальная психология, психология личности, политическая психология, психология управления, психология массовых коммуникаций, социальная работа, этнопсихология, социология, философия.
Общий тираж издания (на 2014 год) составил более 35000 экз. За время выхода журнала на его страницах опубликовано более 1100 статей украинских и зарубежных авторов.

## Наукометрические показатели
Журнал «Социальная психология» — самое цитируемое специализированное издание по психологическим наукам, относится к числу наиболее цитируемых украинских научных изданий
Включен в национальный рейтинг научных периодических изданий «Библиометрика украинской науки», в котором индексируются полные тексты научных публикаций всех форматов и дисциплин. По состоянию на 1 августа 2020 года вклад журнала «Социальная психология» по двум ключевым показателям оценен: h-индекс (индекс Хирша) = 29; i-индекс = 179. Журнал входит в ТОП-30 украинских научных изданий.
Содержание журнала раскрывается в национальной реферативной базе данных «Украиника научная» и в украинском реферативном журнале «Джерело», внесен в «Летопись журнальных статей» Книжной палаты Украины. Электронная версия представлена на портале «Научная периодика Украины» Национальной библиотеки Украины им. В. И. Вернадского и на сайте Украинского центра политического менеджмента.

## Редакционная коллегия
В. Андрущенко, В. Бакиров, В. Бебик, В. Бех, И. Бех , В. Бондаренко, И. Булах, В. Вашкевич, В. Евтух, В. Жадько, Г. Ложкин, С. Максименко, В. Москаленко, Л. Орбан-Лембрик, В. Погребенник, Ю. Приходько, Н. Слюсаревский, В. Татенко, Л. Хижняк, В. Цыба, К. Чернова, Ю. Шайгородский, Т. Яценко.